# Sant'Andrea a Lama
Sant'Andrea a Lama (già Lama) è una frazione del comune italiano di Calci, nella provincia di Pisa, in Toscana.

## Geografia fisica
Sant'Andrea a Lama è situato lungo la strada provinciale 56 che dal capoluogo comunale sale verso la vetta del Monte Serra sui Monti Pisani. Il paese è attraversato dal torrente Zambra di Calci (5 km), nel punto in cui vi confluisce il fosso Vallino di Villa (1 km). Sant'Andrea, insieme alla località di Pontegrande, è compresa all'interno dell'area urbana che unisce le varie frazioni al centro principale del comune, confinando a nord con Castelmaggiore, a ovest con Colle-Villa, e a sud con La Pieve, sede municipale.
La frazione dista circa 1 km dal capoluogo comunale e poco più di 11 km da Pisa.

## Storia
Il toponimo Lama è dovuto alla posizione scoscesa del borgo, in quanto i fianchi del poggio in questione sono stati erosi e quindi "dilamati" da un determinato corso d'acqua, in questo caso lo Zambra di Calci. Nato in epoca medievale intorno alla chiesa di Sant'Andrea, una delle sedici chiese succursali della pieve dei Santi Giovanni ed Ermolao, il borgo era caratterizzato dalla presenza di mulini e macchinari che sfruttavano idraulicamente il torrente Zambra.
Nel 1833 la frazione contava 269 abitanti. Tra la fine del XIX e gli inizi del XX secolo il paese andò a saldarsi con l'area urbana di Calci, anche grazie allo sviluppo della località di Pontegrande, situata presso il maggiore attraversamento del torrente Zambra.

## Monumenti e luoghi d'interesse

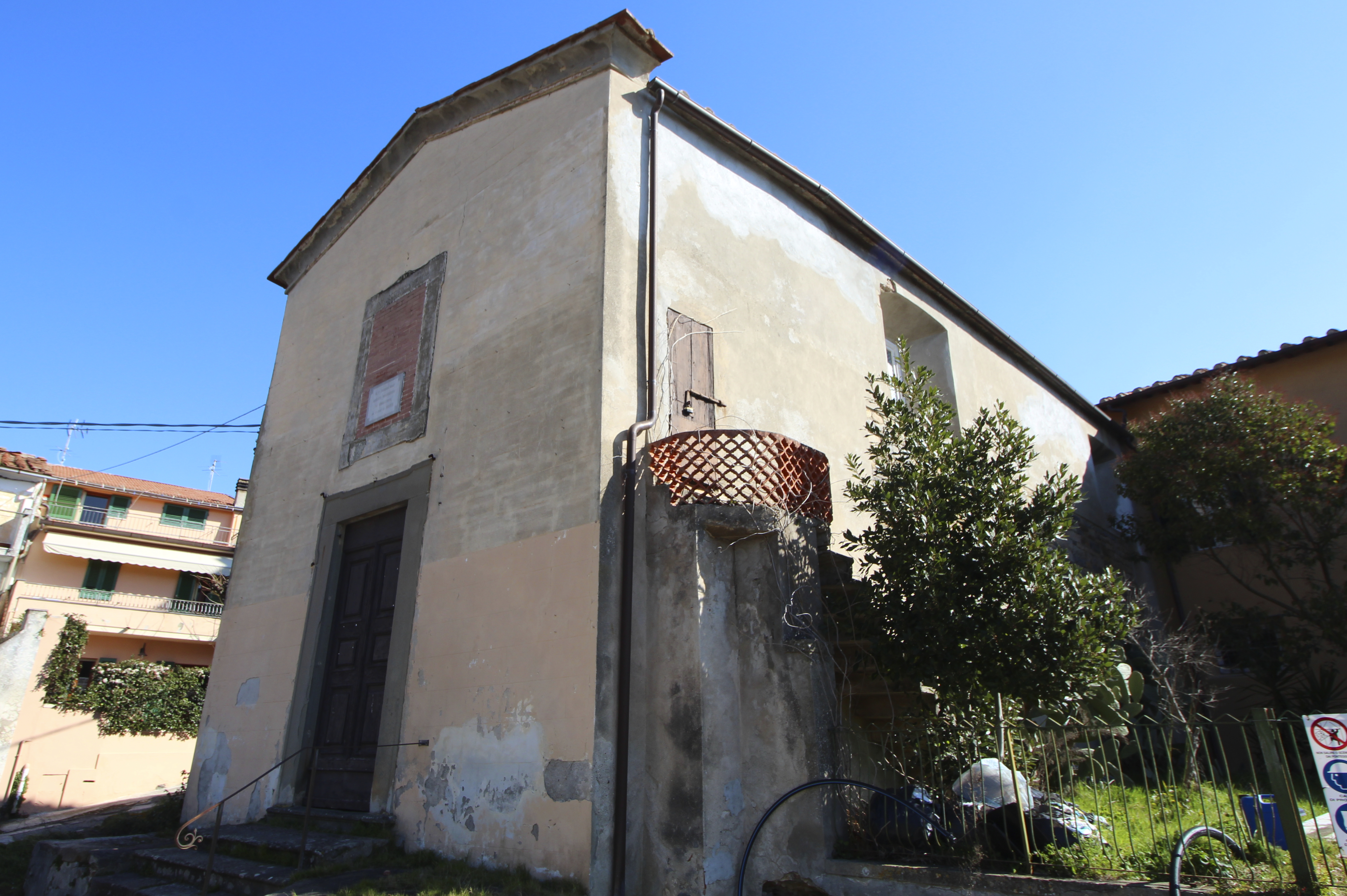
La chiesa di Sant'Andrea

- Chiesa di Sant'Andrea, chiesa parrocchiale della frazione,[6] risale al periodo altomedievale, in quanto attestata già nella seconda metà dell'XI secolo.[7] Si tratta con buone probabilità della chiesa più antica del comune di Calci tra quelle ancora esistenti.[7] In epoche successive, la chiesa di Sant'Andrea fu retta dagli Olivetani dei San Pietro in Vincoli.[7] Nel 1767 fu qui sepolto il filosofo Giovanni Gualberto De Soria, che si era trasferito negli ultimi anni di vita proprio a Sant'Andrea, paese originario della madre.[8]

## Geografia antropica
La frazione è indicata ufficialmente sullo statuto comunale come Pontegrande-Sant'Andrea, in quanto vi è compresa anche la località di Pontegrande, sviluppatasi lungo il torrente Zambra nel punto in cui, come rivela il toponimo stesso, è posto il principale ponte per l'attraversamento del corso d'acqua.